# Nintendo Super System
Le Nintendo Super System est un système d'arcade destiné aux salles d'arcade, permettant de jouer à des jeux vidéo dans une borne d'arcade, créé par la société japonaise Nintendo en 1991.

## Description
Le Nintendo Super System a d'abord été utilisé pour pressentir le succès de futures sorties de jeux aux États-Unis sur Super Nintendo. Ce système a été principalement distribué en Amérique du Nord, servant de test de commercialisation des jeux pour cette console. Il est strictement basé sur le hardware d'une Super Nintendo et utilise le couple carte mère et cartouches (3 ports). L'utilisation du matériel console se fera également jusqu'à l'intégration des manettes de jeu de la console dans le panneau de contrôle de la borne dédiée.
Fonctionnant exactement sur le même principe que le Playchoice 10, il propose du temps de jeu, contrôlé par un timer et trois jeux aux choix accessibles depuis un menu, ce qui permettait au joueur de jouer au jeu de son choix pour un certain temps en fonction du nombre de pièces insérées.
Très peu de jeux d'arcade sont sortis sur ce support, la plupart étant des portages de jeux SNES modifiés pour les adapter au marché de l'arcade, et ce système a connu un succès très mitigé, sûrement dû au fait que tous les titres Nintendo (exactement identiques) étaient disponibles en version console.

## Caractéristiques techniques

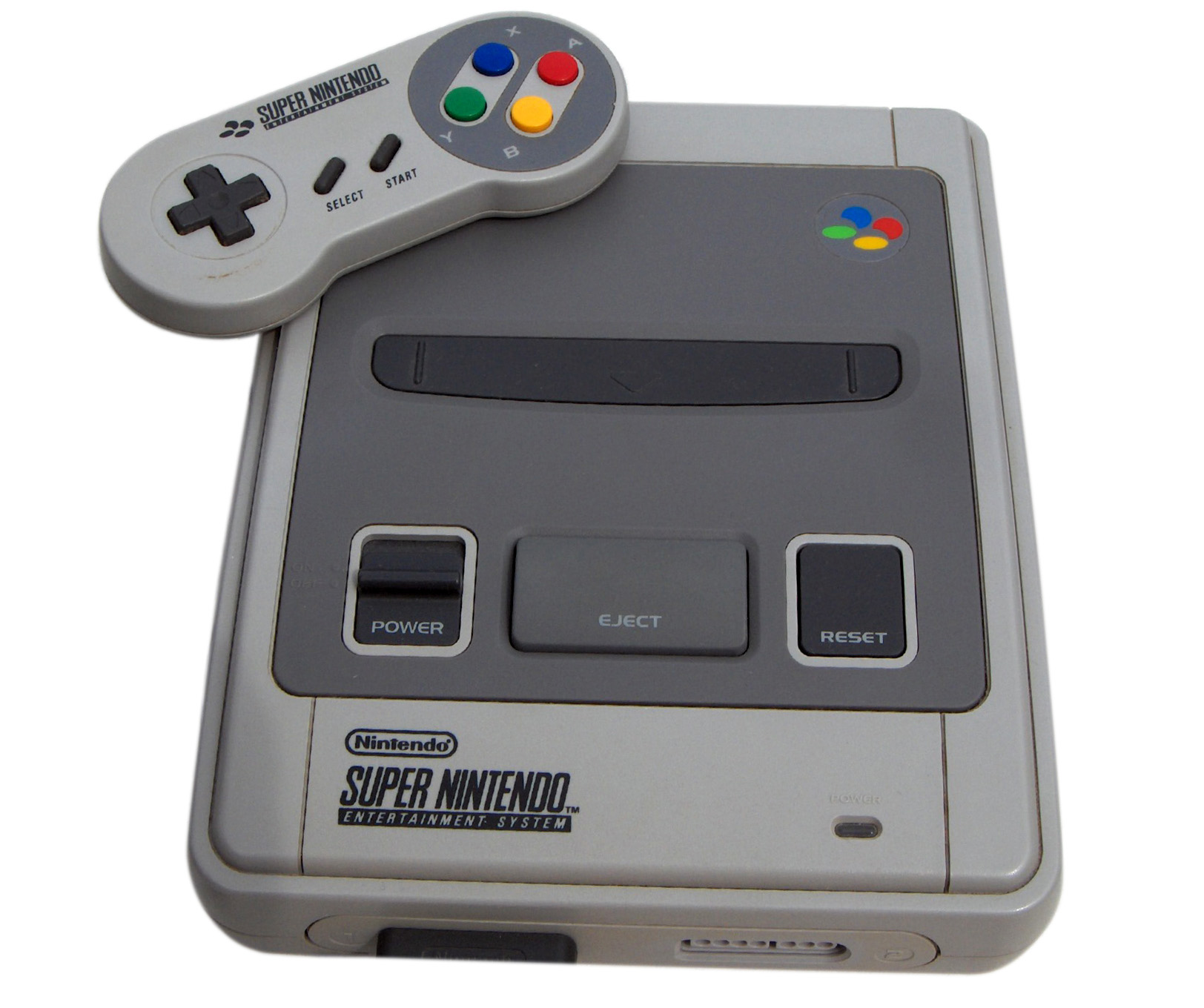
La Super Nintendo, base du Nintendo Super System.

- Processeur : 16 bits 65C816 cadencé à 3,58, 2,68, ou 1,79 MHz (réglable)
- RAM de travail : 128 Kio
- PPU (Picture Processing Unit) 16 bits
- RAM vidéo : 128 Kio au total, 64 Kio pour les plans de décor et 64 Kio pour les sprites
  - Nombre de couleurs : de 256 à 4096 à l'écran parmi 32768 selon le mode graphique
  - Résolution : 256 × 224 à 512 × 448 pixels
  - 5 plans de défilement
  - Nombre de sprites : 128 (32 par ligne maximum), taille de 8 × 8 à 128 × 128 pixels
  - Effets câblés : défilements toutes directions, zoom et rotation des sprites, plans multiples ; gestion des sprites, compression de tiles, déformation graphique, etc.
  - Modes graphiques : 8 modes de 0 à 7, comprenant chacun un type d'affichage, un nombre de couleurs et une résolution spécifique. Ces modes graphiques sont utilisés par les programmeurs pour faciliter le développement d'un jeu. Le mode le plus connu est le 7 (zoom et scaling).
- Processeurs audio : Sony SPC700 8 bits, S-SMP 16 bits 32 kHz, S-DSP 16 bits 32 kHz, 2a03 (65c816)
  - Son : 16 bits, 16 voix, compression ADPCM
    - S-SMP : synthétiseur musical
      - 8 voix sonore ADPCM 16 bits à 32 kHz
      - polyphonie de 8 notes simultanément par voix

    - S-DSP : processeur sonore d'environnement
      - 3 voix ADPCM 16 bits à 32 kHz

    - 2A03 : processeur PSG 5 voix
      - 2 voix de forme d'onde square
      - 1 voix de forme d'onde triangle
      - 1 voix FM (delta PCM)

    - Effets acoustiques : chorus, réverbération, vibrato
- Possibilité d'ajouter des processeurs additionnels (Cx4, Super FX (version 1 ou 2), SA-1, DSP, S-DD1 pour les plus connus).

## Liste des jeux
- ActRaiser
- The Addams Family
- Contra III: The Alien Wars
- David Crane's Amazing Tennis
- F-Zero
- Lethal Weapon
- NCAA Basketball
- Robocop 3
- Skins Game
- Super Mario World
- Super Soccer
- Super Tennis